# Air Force Space Command
Air Force Space Command (AFSPC) var ett av det amerikanska flygvapnets huvudkommandon mellan 1982 och fram till 2019, då det uppgick och omvandlades till en egen försvarsgren inom flygvapendepartementet: USA:s rymdstyrka (United States Space Force).
Dess uppdrag var att upprätthålla krigsförband som använder sig av rymdteknik för militära ändamål, samt att vidareutveckla sådana förmågor. Det var förband under AFSPC som drev och stod bakom de satelliter som upprätthöll det världsomspännande positionssystemet GPS.
AFPSC:s högkvarter var sedan starten 1982 lokaliserat till Cheyenne Mountain Complex/Peterson Air Force Base i Colorado Springs, Colorado.

## Militär indelning
I operativt hänseende sorterade AFSPC under United States Space Command (1985-2002) och därefter United States Strategic Command (2002-2019), men man bidrog även med resurser till det bilaterala amerikansk-kanadensiska luftförsvarskommandot North American Aerospace Defense Command (NORAD) och dess rent inhemska systerkammando United States Northern Command från oktober 2002.
Från 1993 och fram till 2009 ingick USA:s interkontinetalla ballistiska kärnvapenbestyckade robotstridskrafter i AFSPC. Sedan den 1 december 2009 hör de bestyckade robotarna till det då nystartade Air Force Global Strike Command.

## Ingående enheter och förband
Som det såg ut kring 2010

### Cyberförband
- Twenty-Fourth Air Force/Air Forces Cyber (24 AF/AFCYBER) - Lackland Air Force Base, Texas.
  - 67th Network Warfare Wing (67 NWW) - Lackland Air Force Base, Texas.
  - 688th Information Operations Wing (688 IOW) - Lackland Air Force Base, Texas.
  - 689th Combat Communications Wing (689 CCW) - Robins Air Force Base, Georgia.

### Rymdförband
- Fourteenth Air Force/Air Forces Strategic (14 AF/AFSTRAT) - Vandenberg Air Force Base, Kalifornien.
  - 21st Space Wing (21 SW) - Peterson Air Force Base, Colorado.
  - 30th Space Wing (30 SW) - Vandenberg Air Force Base, Kalifornien.
  - 45th Space Wing (45 SW) - Patrick Air Force Base, Florida.
  - 50th Space Wing (50 SW) - Schriever Air Force Base, Colorado.
  - 460th Space Wing (460 SW) - Buckley Air Force Bae, Colorado.

### Övriga enheter
- Space and Missile Systems Center (SMC) - Los Angeles Air Force Base, Kalifornien.
- Space Innovation and Development Center (SIDC) - Schriever Air Force Base, Colorado.
- Air Force Network Integration Center (AFNIC) - Scott Air Force Base, Illinois.